# الإيمان (فلم)
الإيمان هو فيلم مصري عرض عام 1952، بطولة محمود المليجي وماجدة وفريد شوقي وحسين رياض وسراج منير، ومن إخراج أحمد بدرخان.

## قصة الفيلم
بالرغم من أنهما شقيقان إلا أن هناك اختلاف كبير بينهما فصابر شخص متدين، أما زناتي فهو يعمل بمحل صديقه ويحاول الكسب عن طرق غير مشروعة بالاحتيال والنصب، تتعلق ابنة صابر بقلب جارها إلا أن عمها زناتي يتولى رعايتهم عقب وفاة والدها ويرفض فكرة زواجها من حبيبها.

## طاقم التمثيل
- محمود المليجي: (زناتي عبد العزيز)
- ماجدة: (سعدية صابر)
- فريد شوقي: (مرسي)
- حسين رياض: (باهر بك)
- سراج منير: (صابر عبد العزيز)
- سعيد أبو بكر: (بلية)
- نور الدمرداش: (وفيق)
- عبد الرحيم الزرقاني: (الشيخ درويش)
- سناء جميل: (سهام)
- زهرة العلا: (حفيظة درويش)
- انشراح الألفي: (صديقة سهام)
- وداد حمدي: (فردوس - جارة سعدية)
- رفيعة الشال: (والدة سعدية)
- عبد العليم خطاب: (نصار الفرارجي)
- فرج النحاس: (من رجال مرسي)
- عبد الحميد زكي: (المعلم عقلة - الفتوه)
- جمالات زايد: (زوجة خردة)
- رياض القصبجي: (من رجال مرسي)
- عبد النبي محمد: (الدكتور أيوب)
- محمد زايد: (خردة - النائم دائما)
- حسين عيسى: (زقلط)
- عبد المنعم إسماعيل: (عويضة القهوجي)
- سعاد أحمد: (الجارة)
- حسين عسر: (المعلم سويلم - تاجر دجاج)
- لطفي عبد الحميد: (لطفي العجلاتي)
- علي كامل: (مريض الضغط والسكر)
- علي رضا: (المأجور الإنجليزي)
- حسن أبو زيد
- شلاضيمو: (النص)
- علي عبد العال: (الخواجة صاحب الخمارة)
- منير الفنجري: (كوستا - الجرسون)
- فتحي الجندي: (الطفل فرج صابر)
- سليمان الجندي: (الطفل عواد صابر)
- ثريا سالم: (الراقصة منيرة)
- محمد قنديل: (مطرب)
- عباس البليدي: (مطرب)
- رئيسة عفيفي: (مطربة)
- عبد المنعم سعودي: (من رجال الحارة)
- عبد الغني النجدي: (من رجال الحارة)
- طوسون معتمد: (من رجال الحارة)
- علي المعاون: (من رجال مرسى)
- نجيب عبده
- محمود لطفي

## فريق العمل
- إخراج: أحمد بدرخان
- قصة: محمد جمال الدين رفعت
- سيناريو: أحمد بدرخان
- حوار: محمد جمال الدين رفعت
- مدير التصوير: محمد عبد العظيم
- مونتاج: كمال الشيخ
- موسيقى تصويرية: عبد الحميد عبد الرحمن
- إنتاج: ستوديو مصر
- توزيع: ستوديو مصر
- تأليف الأغاني: عبد الفتاح مصطفى
- ألحان الأغاني: محمود الشريف، عباس البليدي، عزت الجاهلي